# Грин, Джон Ричард
Джон Ричард Грин (англ. John Richard Green; 12 декабря 1837, Оксфорд, Великобритания, — 7 марта 1883, Ментона, Франция) — британский историк, автор популярной «Краткой истории английского народа» (1874).

## Биография
Родился в семье торговца. Учился в родном городе. Стал священнослужителем, его проповеди отличались красноречием и заботой об улучшении материального положения народа. Свободное от службы время посвящал историческим изысканиям. По состоянию здоровья в 1869 году был вынужден оставить церковную службу и устроиться библиотекарем в лондонском районе Ламбет.
Намеревался написать несколько фундаментальных трудов по истории Великобритании и английской церкви, но серьёзная болезнь легких заставила отказаться от этих планов. Вместо этого Грин пишет «Краткую историю английского народа» (издана в 1874 году), которая сразу поставила его в один ряд с самыми значительными историографами эпохи. Книга отличается замечательным единством. Что Маколей сделал для отдельного периода английской истории, то Грин сделал для всей: история конституции, экономическая, социальная, литературная история — всё это соединено в одном издании.
В 1877 году Грин женился на Элис Стопфорд (1847—1929), которая помогала ему в написании новых книг. В этот период он был занят расширением своего первого исследования и составлением четырёхтомной «Истории английского народа» (изд. 1878—1880), где он предложил свою собственную периодизацию истории Англии.
Написав историю Англии для публики, Грин решился написать её и для учёных, но успел окончить только два тома: «Making of England» (1881) и «Conquest of England» (1883).

## Труды
Популярная история
- «Short history of the English people» («Краткая история английского народа», 1874). Русский перевод «Британия. Краткая история английского народа»
- «A History of the English people» («История английского народа», 4 тома, 1878—1880). Переведена на русский язык П. Николаевым и издана Солдатёнковым (4 т.; М., 1891—1892)[4].

Научная история
- «Making of England» (1881, 2-е издание 1897)
- «Conquest of England» (1883)

Прочие издания
- «Stray Studies on England and Italy»
- «Readings from English History» (1879)
- Он издал «Addison’s Select Essays».